# William Pantulf
William Pantulf también Guillaume Pantol (c. 1036-16 de mayo de 1112) fue un noble caballero anglonormando de Aubry-le-Panthou. Señor de Noron, Saint-Germain-d’Aubry y Émiéville, Le Mesnil-Bacley, Roiville, Sap y otras baronías. Castellano de Perray-en-Saosnois y senescal de Roger II de Montgomery. Tras la conquista normanda de Inglaterra, llegó a ser primer barón de Wem y consejero del rey Enrique I de Inglaterra. Se desconoce con exactitud su genealogía, pero existe la teoría que era hijo de un caballero normando de Calvados, Guillermo de Wemme (c. 1020-1086) y su esposa Beatrice.
Guillaume Pantol tuvo una vida excepcionalmente larga y presenció los grandes momentos de la historia del ducado de Normandía durante ocho décadas. Orderico Vital registró sus hazañas y acciones lo presenta como una de las figuras más destacadas de su siglo: 
«Este caballero era muy valiente; tenía ingenio; era reconocido por los señores de Inglaterra e Italia como uno de los más sensatos y ricos de sus compatriotas […] Honró a los pobres y al clero, dio abundantes limosnas, se mostró constantemente magnánimo, se enfrentó con valentía a todos sus enemigos y siempre se mantuvo poderoso gracias a su riqueza y sus tierras».

## Inglaterra
El nombre de William Pantulf solo aparece en el relato de Orderico Vital cuando se embarcó el 6 de diciembre de 1067, día de San Nicolás, con Guillermo el Conquistador, quien se unía a su nuevo reino de Inglaterra. Pantol participó activamente en la conquista y recibió de Roger II de Montgomery, conocido como Roger el Grande, como recompensa por sus servicios, veintinueve propiedades en el condado de Shropshire, y feudos en Staffordshire y Warwickshire registrados en el Libro Domesday (1086). Tuvo su feudo principal en Wem, y aunque tenía grandes propiedades en Inglaterra, pasó la mayor parte del tiempo en Normandía.

## Italia
William Pantulf estuvo en Italia meridional, que también estaba siendo conquistada por los normandos. Acompañó a su amigo Roberto II de Grandmesnil, abad de Saint-Évroult entre 1059 y 1061, a Apulia, y nombrado en 1062 abad de Sant'Eufemia d'Aspromonte en Calabria. Roberto Guiscardo, duque de Apulia y Calabria, que reinaba sobre el sur de Italia, lo recibió en su mesa el día de Pascua de 1078 y le ofreció tres ciudades que Gillermo Pantol rechazó por razones desconocidas. En 1092 Pantulf viajó nuevamente al sur de Italia, esta vez para asegurar una reliquia de San Nicolás para su fundación en Noron. De nuevo Roberto Guiscardo le ofreció tierras en Apulia, pero volvió a rechazar la oferta y regresó al norte.

## Mabel de Bellême
Fue durante su primera estancia en Italia, que fue acusado de estar detrás del asesinato de Mabel de Bellême. Aprovechando sus malas artes, posición e influencia de su marido Roger II de Montgomery con Guillermo I de Inglaterra, Mabel era una mujer torticera, gestaba y manipulaba provocaciones y muchos nobles perdieron sus tierras y acabaron en la indigencia. Pantulf cayó bajo sospecha porque Mabel se había apoderado de un castillo en Peray en Saonnais que estaba en poder de Pantulf. Pantulf buscó refugio en la Abadía de Saint-Évroul en Normandía mientras estaba bajo sospecha; él y su familia estaban bajo la protección del abad. Recuperó sus propiedades y demostró su inocencia tras una dura ordalía. Testigo del testamento de Roger de Montgomery, fallecido el 27 de julio de 1094, Pantol siguió siendo, sin embargo, el blanco de Roberto II de Bellême, el hijo mayor del difunto, quien una vez más lo despojó de todos sus bienes. Roberto, también llamado «Roberto el Diablo» nunca creyó en la inocencia de Pantol en el asesinato de su madre y se convirtió en su enemigo acérrimo.

## Tierra Santa
Ninguna de las crónicas contemporáneas menciona a William Pantulf entre 1095 y 1102, por lo que se ha planteado la hipótesis de su participación en la Primera Cruzada.

## Guerra civil anglo-normanda
En 1102, Roberto II de Bellême se rebeló contra el rey Enrique I de Inglaterra. Aunque aún se le privaba de sus posesiones anteriores, Pantulf ofreció su apoyo a Roberto como señor natural, pero fue rechazado y entonces apoyó al rey Enrique quien puso el castillo de Stafford bajo la custodia de Pantulf. Además de controlar el castillo de Stafford, Pantulf medió entre Enrique y algunos príncipes galeses, que previamente se habían aliado con Roberto, y contribuyó a asegurar su apoyo al rey. Posteriormente, Pantulfo volvió a actuar como enviado del rey para asegurar el cambio de bando de los hombres de Roberto que controlaban Bridgnorth. Pantulfo logró su cambio de bando ofreciéndoles tierras por valor de 100 libras en nombre del rey. Sus servicios a la corona le valieron a Pantulf la restitución de todas sus propiedades confiscadas, así como la concesión de nuevas tierras, incluido el feudo de Roger de Courcelles.
Fue fundador del priorato de Noron (Norum) en 1074, y benefactor de la abadía de Saint-Évroul. Falleció el 16 de mayo de 1112.

## Herencia
Se casó con una dama llamada Lesceline (Lééline, c. 1060-1112) de estirpe desconocida. Fruto de esa relación nacieron varios hijos:
- Phillip Pantulf (c. 1078-?), heredó las tierras de Normandía;[7]
- Ivo Pantulf (c. 1082-?);
- Arnulf Pantulf (c. 1085-?);
- Robert Pantulf, segundo barón de Wem (c. 1090-1130). Heredó los feudos y posesiones en Inglaterra y Apulia.[7]